# 오와리아사히시
오와리아사히시(일본어: 尾張旭市)는 일본 아이치현 북서부에 있는 시이다. 서쪽과 북쪽은 나고야시, 동쪽은 세토시, 남쪽은 나가쿠테정과 접한다.
나고야에서 세토까지 뻗어 있는 세토 가도의 중간에 위치하고 최근에는 나고야시의 동부 근교인 오와리 구릉의 공업·주택 도시로 발전하고 있다.

## 인접하는 자치체
- 나고야시(모리야마구)
- 세토시
- 나가쿠테시

## 역사
- 1906년 7월 16일 - 히가시카스가이군의 3개 촌이 합병해 아사히촌이 되었다.
- 1948년 8월 5일 - 정으로 승격해 아사히정이 되었다.
- 1970년 12월 1일 - 지바현 아사히시와 동명 회피를 위해 '오와리아사히'로 개칭함과 동시에 시로 승격해 오와리아사히시가 되었다(동시에 히가시카스가이군이 소멸).

## 교통

### 철도
- 나고야 철도 세토선

### 도로
- 도메이 고속도로
- 국도 제363호선

## 인구
| 연도 | 인구   | ±%     |
| ---- | ------ | ------ |
| 1940 | 8,082  | —      |
| 1950 | 12,040 | +49.0% |
| 1960 | 18,577 | +54.3% |
| 1970 | 33,634 | +81.1% |
| 1980 | 53,151 | +58.0% |
| 1990 | 65,675 | +23.6% |
| 2000 | 75,066 | +14.3% |
| 2010 | 81,143 | +8.1%  |